# Brian Higgins
Brian Higgins, né le 6 octobre 1959 à Buffalo (New York), est un homme politique américain, élu démocrate de l'État de New York à la Chambre des représentants des États-Unis depuis 2005.

## Biographie
Brian Higgins est originaire de Buffalo dans l'ouest de l'État de New York. Après un master du Buffalo State College (en) en 1985, il devient lecteur au sein de l'université. Il est élu au conseil municipal de Buffalo de 1988 à 1994. Candidat démocrate au poste de contrôleur du comté d'Érié  en 1994, il est battu lors de l'élection générale. Il est diplômé d'une maîtrise en administration publique d'Harvard en 1996.
De 1999 à 2004, il est élu à l'Assemblée de l'État de New York.
En 2004, il se présente à la Chambre des représentants des États-Unis dans le 27e district de New York. Il est élu de justesse face à la républicaine Nancy Naples (50,7 % des voix contre 49,3 %). Il succède ainsi au républicain Jack Quinn. Depuis, il est réélu tous les deux ans avec toujours plus de 60 % des suffrages.

## Historique électoral

### Chambre des représentants
| Année | Brian Higgins | Rép    | CPNY (en) |
| ----- | ------------- | ------ | --------- |
| Année |               |        |           |
| 2004  | 50,7 %        | 49,3 % | —         |
| 2006  | 79,3 %        | 20,7 % | —         |
| 2008  | 74,4 %        | 22,6 % | 3,0 %     |
| 2010  | 60,9 %        | 39,1 % | —         |
| 2012  | 74,8 %        | 25,2 % | —         |
| 2014  | 68,1 %        | 31,8 % | —         |
| 2016  | 74,6 %        | 25,4 % | —         |
| 2018  | 73,3 %        | 26,7 % | —         |
| 2020  | 69,9 %        | 28,7 % | —         |